# Jackson Martínez
Jackson Martínez (Quibdó, Chocó, Colombia, 3 de octubre de 1986) es un exfutbolista colombiano que jugaba como delantero. Fue internacional con la selección de Colombia, con la que participó en el Mundial Brasil 2014.  
Comenzó como profesional en el Deportivo Independiente Medellín en 2004, con el que consiguió el Torneo Finalización en 2009, temporada en que también fue máximo goleador, con 18 goles. Al finalizar la temporada 2009, Martínez fue transferido a Chiapas Fútbol Club. Sus buenas actuaciones con Chiapas trajo la atención del FC Oporto de Portugal, donde fichó en el verano del 2012. Con el Oporto, se proclamó campeón de la liga 2012-13 y de dos Supercopas de Portugal en 2012 y 2013, también convirtiéndose en el mejor goleador en todas de sus 3 temporadas con el club: 2012-13, 2013-14, y 2014-15. Se fue al Atlético Madrid en el verano del 2015, donde se quedó seis meses. En febrero de 2016, pasó a la China para fichar un contrato con el Guangzhou Evergrande Taobao. Lastimosamente, sufrió una lesión en el octubre del 2016, que lo dejó afuera de las canchas por dos años. En el verano del 2018, volvió a las canchas y a la Primeira Liga, firmando con Portimonense Sporting Clube. Jugó en el club por dos años, saliendo en agosto del 2020.
En septiembre de 2018 también se convirtió en cantante de temática cristiana, con un álbum denominado No temeré.
Se retiró del fútbol profesional el 7 de diciembre de 2020 siendo agente libre, tras atravesar un sinfín de lesiones que lo marginaron de su alto nivel de competencia y le impidieron retomar su nivel de juego, en especial una lesión de tobillo sufrida en la temporada 2015-2016.

## Legado deportivo
Su padre Orlando Martínez también fue futbolista profesional, jugó en la década de los años 90 algunas temporadas para el Club Deportivo El Cóndor de la Categoría Primera B.

## Trayectoria

### Independiente Medellín
La carrera deportiva de Jackson Martínez comenzó en los clubes aficionados Deportivo Encizo y Coopebombas de la ciudad de Medellín en el departamento de Antioquia. Tras esos clubes pasó al Independiente Medellín, club en el cual debutó en el Torneo Finalización 2004 del Fútbol Profesional Colombiano bajo el mando técnico del entrenador Pedro Sarmiento.
En los torneos siguientes de 2005, 2006 y 2007, Jackson jugó esporádicamente, por lo que no se consolidó. No obstante, en el Torneo Finalización 2008 su carrera comenzó a tomar vuelo. En la mencionada campaña, "Cha-Cha-Cha" Martínez comenzó a destacarse al marcar 10 goles en 23 partidos jugados.
En el año 2009 dio el impulso definitivo a su carrera deportiva. Jackson siguió en la nómina del Independiente Medellín, que esta vez estaba bajo el mando del técnico Santiago Escobar. Las cosas no marchaban bien para el futbolista porque en el mes de marzo, durante un entrenamiento previo al partido de la Copa Libertadores frente al América de Cali, sufrió una lesión en su pie derecho que lo dejó fuera el resto de la Apertura 2009.
Durante el Torneo Finalización 2009 cumplió con una destacada campaña en el Independiente Medellín, qué fue de la mano con los dos goles que marcó con la Selección Colombia. La cotización de su pase fue avaluada por el club en 5 millones de dólares. La buena actuación de Jackson llevó al Independiente Medellín al título del campeonato, marcando dos goles en la serie final contra el Atlético Huila. Finalizó el torneo tras haber marcado 18 goles, rompiendo el récord de Léider Preciado en torneos cortos. Además, Jackson Martínez fue distinguido por el diario El Tiempo como el mejor jugador del torneo.

### Jaguares de Chiapas
Antes de finalizar la temporada del fútbol colombiano, se anunció por parte de la directiva del Independiente Medellín que Jackson Martínez jugaría con el club Ulsan Hyundai de la K-League de Corea del Sur, luego del preacuerdo firmado a finales de 2009. No obstante, debido a cambios de última hora en las condiciones del contrato, el futbolista descartó viajar al continente asiático.
Aunque versiones de prensa lo situaban en el River Plate y Racing de Argentina, finalmente, viajó a México para concretar los detalles de su contrato con el club Jaguares de Chiapas junto a su compatriota Luis Fernando Mosquera. En la jornada 3 del torneo bicentenario 2010, Jackson logró anotar sus 2 primeros goles en el fútbol mexicano.
El 11 de febrero de 2012, Martínez marcó un doblete frente al Querétaro FC en un partido que terminó 3-0, y también asistió el otro gol que fue anotado por su compatriota Franco Arizala. En dicho partido logró anotar su gol número 30 en el Chiapas, poniéndose como el tercer mejor goleador en la historia del equipo, y llegó a 100 goles en su carrera (5 en selección y 95 en clubes, hasta el momento en ambas).

### Porto

#### 2012/13

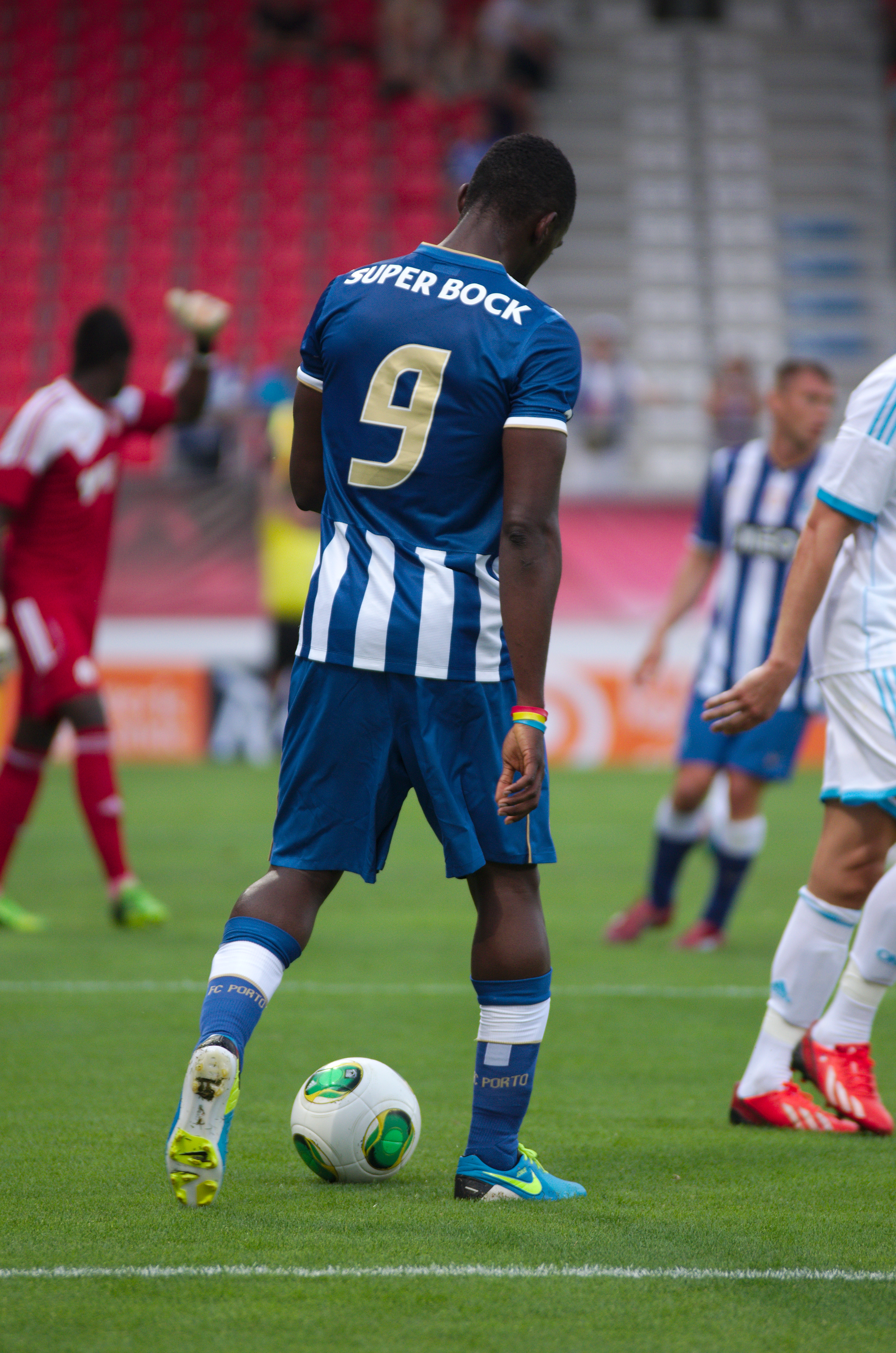
Jackson durante un partido con el Porto.

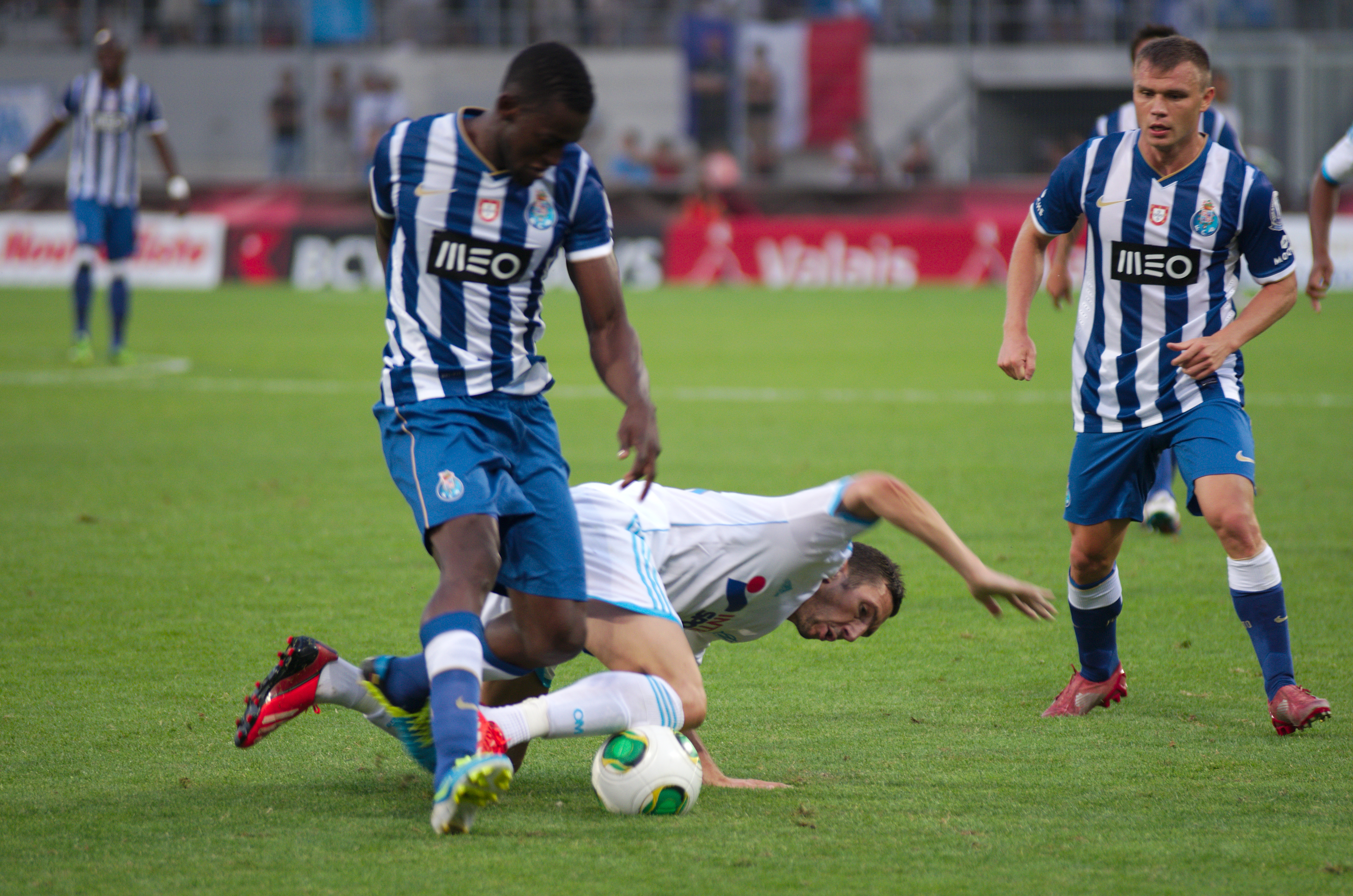
Jackson luchando un balón con el Porto.

En el mercado de pases para la temporada 2012-13 europea, el F. C. Oporto ofreció una suma de 11 millones de dólares para adquirir al jugador chocoano. Finalmente, Jackson fue fichado por el club portugués firmando un contrato por cuatro temporadas. El 11 de agosto disputó su primer partido oficial en el equipo portugués en la Supercopa de Portugal donde marcó su primer gol con la camiseta de los dragones. El tanto de Jackson fue el único del partido y se produjo en el minuto 90 dando así la decimonovena Supercopa portuguesa a su equipo, siendo este su primer título vistiendo esta camiseta. Además, fue nombrado mejor jugador del partido.
Marcó su primer gol en la Liga el 25 de agosto desde el punto de penalti contra Vitória de Guimarães a los 80 minutos con el que Oporto ganó el juego 4-0. El segundo gol en la Liga llegó el 1 de septiembre en contra de Olhanense en una victoria 2-3 para Oporto. Durante la tercera jornada de la fase de grupos de la Liga de Campeones Jackson anotó su primer doblete con el Oporto contra Dynamo Kiev en la victoria 3-2 a favor de Oporto. Martínez continuó su racha con el gol en la victoria 2-1 sobre el Estoril anotando un gol y asistiendo en otro.
Sus 11 goles en 12 partidos eclipsaron el récord de los exfutbolistas del Oporto Radamel Falcao, Lisandro López y Hulk. Sus excelentes actuaciones en las competiciones nacionales le llevaron a conseguir el premio al Jugador del mes en octubre y noviembre.
En la jornada final de la fase de grupos de la Liga de Campeones 2012-13, Martínez anotó un gol contra el Paris Saint-Germain en una derrota por 2-1. A pesar de la pérdida, Oporto avanzó a la siguiente ronda como el segundo clasificado en su grupo.
Al comienzo de la segunda mitad de la liga, Jackson anotó de cabeza en la victoria por 1-0 sobre el Nacional. También anotó en el empate a dos en el clásico contra SL Benfica. En el partido contra Vitória de Setúbal, Jackson anotó un doblete siendo uno de los tantos de penalti. En su siguiente partido, selló una victoria por 5-0 con un gol en el minuto 90 contra el Gil Vicente. Hizo su primer triplete con el Oporto ante el Vitória de Guimarães con dos goles de cabeza. Durante el mes de febrero, Martínez fue elegido Jugador del mes.
Martínez hizo su debut en la Copa de la Liga de Portugal en semifinales contra Rio Ave, donde no pudo anotar ningún gol. Independientemente, Oporto ganó el partido por 4-0 y avanzó a la final. Terminó su sequía de goles en la victoria por 0-3 de visitante sobre Moreirense, donde marcó un doblete. En el último partido de liga contra el Paços de Ferreira, Martínez selló la victoria 2-0 anotando el segundo gol y asegurando el tercer título de Liga consecutivo de Oporto.
La temporada terminó siendo máximo goleador de la Liga de Portugal 2012-13 luego de anotar 26 goles.

#### 2013/14
En el 2013 ganó la Supercopa de Portugal, Martínez anotó el segundo gol en la victoria por 3-0 contra el Vitória de Guimarães en el Estádio Municipal de Aveiro consiguiendo su segunda Supercopa portuguesa consecutiva.
En el partido de apertura de la Liga contra Vitória de Setúbal, Martínez anotó el tercer gol en la victoria por 3-1. Anotó su segundo gol en la Liga una semana más tarde en contra de CS Marítimo. El 1 de septiembre, anotó el único gol en una victoria cero a uno contra Paços de Ferreira. Martínez anotó de nuevo la semana siguiente en la victoria contra Gil Vicente FC. Y agregó otro gol de un pase de Luis González en el empate 2-2 contra el Estoril el 22 de septiembre. Martínez anotó un doblete contra Arouca en la victoria por 3-0.
Volvió a terminar de nuevo la temporada siendo el máximo goleador de la Liga de Portugal 2013-14 luego de anotar 20 goles.

#### 2014/15
En la temporada 2014-15 se convirtió en el goleador del equipo tanto en la Liga con 21 goles como en la Liga de Campeones de la UEFA con 8 goles ayudando a su equipo a pasar a los cuartos de final, siendo uno de los goleadores del certamen y convirtiéndose así en el máximo goleador colombiano en la competición europea con 14 goles.
El 30 de septiembre de 2014, Martínez entró como suplente en un partido de Liga de Campeones de la fase de grupos de visitante contra el Shakhtar Donetsk en el que estos ganaban por 2-0. En el minuto final marcó un penalti y luego empató en el tiempo de descuento siendo el marcador final de empate a dos. En el partido de ida de cuartos de final, el 15 de abril de 2015, marcó el último gol en la victoria por 3-1 sobre el Bayern Múnich. De nuevo, anotó en el partido de vuelta seis días más tarde, aunque Oporto perdió 1-6 y fue eliminado por el Bayern. Con estos tantos, se convirtió en el primer colombiano que marca en los cuartos de final de una Champions League.
Terminó su tercera temporada con el FC Oporto con 49 encuentros disputados y 34 goles anotados.

### Atlético de Madrid
El 1 de julio de 2015 se confirmó que el FC Oporto había llegado a un acuerdo con el Atlético de Madrid por el traspaso del colombiano por aproximadamente 35 millones de euros. Jackson firmó un contrato con su nuevo equipo por cuatro temporadas. Su primer partido oficial fue el 22 de agosto por la primera fecha de Liga en la victoria por la mínima contra Las Palmas jugando 59 minutos. Jackson marcó su primer gol con la camiseta colchonera el 30 de agosto en la victoria 0 a 3 ante el Sevilla FC. Entró al campo a los 78 minutos y siete minutos después marcó el último gol del partido. El 21 de octubre marca su primer gol en Champions League con el equipo colchonero en el triunfo del Atlético contra el Astana. Se despediría de España después de tener una mala campaña con tan solo tres goles en 22 partidos disputados, pero jugando pocos minutos y entrando desde el banquillo normalmente.

### Guangzhou Evergrande
El 2 de febrero del 2016 Jackson firma por el Guangzhou Evergrande por 42 millones de euros, ayudado por su agente Daniel García Cidraque y atormentado por su mala racha en el Atlético de Madrid (3 goles en 22 partidos tras jugar 3 competiciones distintas). Su debut oficialmente sería el 24 de febrero en la Liga de Campeones de la AFC en el empate sin goles frente al Pohang Steelers. Su primer título en China lo lograría en su segundo partido, logrando la Supercopa de China en la victoria 2-0 sobre el Jiangsu Suning. Su primer gol lo marcaría el 6 de marzo en la primera jornada de la Liga china en la derrota 2-1 contra el Chongqing Lifan., en julio del 2016 gana la Copa China. Volvería a marcar un gol el 18 de septiembre después de casi cinco meses de lesión, en la goleada 6-2 al Liaoning Whowin. Finalmente, y luego de que no fuera inscrito ni en la Superliga ni en la Champions asiática para el año 2018, el Guangzhou Evergrande decide unilateralmente el 1 de marzo de 2018 la rescisión del contrato del jugador, argumentando que el curso pasado no disputó ningún minuto debido a las constantes lesiones que ha ido acumulando el jugador, sobre todo en el tobillo, lo que condujo a que llevara más de 18 meses sin disputar ningún partido oficial.

### Portimonense
En 2018 es confirmado como último refuerzo del Portimonense Sporting Clube de la Primeira Liga de Portugal para la temporada 2018-19 volviendo después de tres años a Portugal. El 23 de septiembre vuelve a jugar luego de dos años inactivo en la victoria 3 a 2 contra el Vitória Guimarães ingresando al minuto 76 por João Carlos y teniendo una oportunidad que se lo negó el travesaño. Vuelve al gol después de casi dos años de sequía el 3 de noviembre marcando de tiro penal el empate final a un gol contra CD Belenenses. Su primer doblete con el club lo marca el 14 de diciembre en la victoria 3 por 1 sobre Vitória Setúbal siendo la figura del partido. Su primer gol del 2019 lo hace el 3 de febrero en la caída 2-1 en casa de Santa Clara, el 23 de febrero marca el gol del empate a un gol frente a Desportivo Aves. El 11 de mayo marca el gol de la victoria al último minuto 3 por 2 sobre el CS Marítimo.
El 21 de diciembre marca su primer gol de la temporada 2019-20 en la derrota 2-4 por Copa ante el Sporting Lisboa. Su primer gol en la Liga 2019-20 lo marca el 9 de febrero en la derrota 2-1 nuevamente contra el Sporting Lisboa.

## Selección nacional
Ha sido internacional con la selección de fútbol de Colombia. Fue convocado el 26 de agosto de 2009, por el entonces técnico nacional Eduardo Lara, para afrontar los partidos contra Ecuador y Uruguay, válidos por la Clasificación de Conmebol para la Copa Mundial de Fútbol de 2010. Jackson marcó su primer gol con la selección en su debut internacional el 5 de septiembre de ese mismo año, contra la selección de Ecuador, luego del pase previo de Giovanni Moreno en el minuto 81. El partido lo ganó Colombia 2-0. Cuatro días después, en el partido contra Uruguay, marcó el único gol colombiano en la derrota 3-1.
El 13 de mayo de 2014 fue incluido por el entrenador José Pekerman en la lista preliminar de 30 jugadores con miras a la Copa Mundial de Fútbol de 2014. Finalmente, fue seleccionado en la nómina definitiva de 23 jugadores el 2 de junio.
Jackson Martínez debutó en una Copa del Mundo en el primer juego de Colombia frente a Grecia, del grupo C de la Copa Mundial de Fútbol de 2014. Martínez ingresó en el minuto 76' del partido. El juego fue ganado por goleada 3-0 con anotaciones de Pablo Armero, Teófilo Gutiérrez y James Rodríguez.
En el último partido de la fase de grupos, y con Colombia ya clasificada a octavos de final, la "tricolor" se midió frente a Japón en el Arena Pantanal de Cuiabá el 24 de junio de 2014. Martínez escribió su historia en las páginas del fútbol colombiano al marcar el primer doblete de un jugador del país suramericano en un partido mundialista. Anotó el 2-1 y 3-1 en los minutos 55' y 82' respectivamente. El partido fue ganado por los cafeteros por un marcador final de 4-1, permitiéndoles clasificarse a la siguiente ronda como primeros de su grupo con tres victorias.
El 11 de mayo del 2015 fue seleccionado por José Pekerman en los 30 pre-convocados para disputar la Copa América 2015. Su último partido con la selección fue el 12 de noviembre de 2015 contra Chile, donde desafortunadamente salió lesionado en el minuto 85 del partido con un esguince de tobillo.

### Participaciones enEliminatorias al Mundial
| Eliminatoria                            | Sede del Mundial       | Posición               | Resultado   | PJ | GA | Asis |
| --------------------------------------- | ---------------------- | ---------------------- | ----------- | -- | -- | ---- |
| Eliminatorias Mundial de Sudáfrica 2010 | Sudáfrica              | 7°lugar 23pts          | Eliminado   | 4  | 2  | 0    |
| Eliminatorias Mundial de Brasil 2014    | Brasil                 | 2°lugar 30pts          | Clasificado | 7  | 0  | 1    |
| Eliminatorias Mundial de Rusia 2018     | Rusia                  | 4°lugar 27pts          | Clasificado | 1  | 0  | 0    |
| Total en Eliminatorias                  | Total en Eliminatorias | Total en Eliminatorias | 2/3         | 12 | 2  | 1    |

### Participaciones enCopas del Mundo
| Mundial                | Sede   | Resultado        | PJ | GA | Asis |
| ---------------------- | ------ | ---------------- | -- | -- | ---- |
| Mundial de Brasil 2014 | Brasil | Cuartos de final | 3  | 2  | 0    |

### Participaciones enCopas América
| Copa América           | Sede                   | Resultado              | PJ | GA | Asis |
| ---------------------- | ---------------------- | ---------------------- | -- | -- | ---- |
| Copa América 2011      | Argentina              | Cuartos de final       | 1  | 0  | 0    |
| Copa América 2015      | Chile                  | Cuartos de final       | 3  | 0  | 0    |
| Total en Copas América | Total en Copas América | Total en Copas América | 4  | 0  | 0    |

### Goles
| 1  | 5 de septiembre de 2009 | Atanasio Girardot, Medellín, Colombia                          | Ecuador   | 1 - 0 | 2 - 0 | Clasificación Mundial 2010  |
| 2  | 9 de septiembre de 2009 | Centenario, Montevideo, Uruguay                                | Uruguay   | 1 - 1 | 1 - 3 | Clasificación Mundial 2010  |
| 3  | 10 de octubre de 2009   | Atanasio Girardot, Medellín, Colombia                          | Chile     | 1 - 0 | 2 - 4 | Clasificación Mundial 2010  |
| 4  | 25 de agosto de 2011    | Atanasio Girardot, Medellín, Colombia                          | Senegal   | 2 - 0 | 2 - 0 | Amistoso                    |
| 5  | 6 de septiembre de 2011 | Lockhart Stadium, Florida, Estados Unidos                      | Jamaica   | 2 - 0 | 2 - 0 | Amistoso                    |
| 6  | 16 de octubre de 2012   | Estadio Metropolitano Roberto Meléndez, Barranquilla, Colombia | Camerún   | 1 - 0 | 3 - 0 | Amistoso                    |
| 7  | 6 de febrero de 2013    | Sun Life Stadium, Miami, Estados Unidos                        | Guatemala | 1 - 0 | 4 - 1 | Amistoso                    |
| 8  | 6 de febrero de 2013    | Sun Life Stadium, Miami, Estados Unidos                        | Guatemala | 2 - 0 | 4 - 1 | Amistoso                    |
| 9  | 24 de junio de 2014     | Arena Pantanal, Cuiabá, Brasil                                 | Japón     | 2 - 1 | 4 - 1 | Copa Mundial de Fútbol 2014 |
| 10 | 24 de junio de 2014     | Arena Pantanal, Cuiabá, Brasil                                 | Japón     | 3 - 1 | 4 - 1 | Copa Mundial de Fútbol 2014 |

## Estadísticas
| Club | Div           | Temporada     | Liga  | Liga  | Liga   | Copas nacionales(1) | Copas nacionales(1) | Copas nacionales(1) | Torneos internacionales(2) | Torneos internacionales(2) | Torneos internacionales(2) | Total | Total | Total  | Media goleadora |
| Club | Div           | Temporada     | Part. | Goles | Asist. | Part.               | Goles               | Asist.              | Part.                      | Goles                      | Asist.                     | Part. | Goles | Asist. | Media goleadora |
| --- | ------------- | ------------- | ----- | ----- | ------ | ------------------- | ------------------- | ------------------- | -------------------------- | -------------------------- | -------------------------- | ----- | ----- | ------ | --------------- |
| Independiente Medellín · Colombia | 1.ª           | 2004          | ?     | ?     | ?      | ?                   | ?                   | ?                   | –                          | –                          | –                          | ?     | ?     | ?      | ?               |
| Independiente Medellín · Colombia | 1.ª           | 2005          | 4     | 0     | 0      | –                   | –                   | –                   | 1                          | 0                          | –                          | 5     | 0     | 0      | 0,00            |
| Independiente Medellín · Colombia | 1.ª           | 2006          | 23    | 4     | 0      | –                   | –                   | –                   | 1                          | 0                          | –                          | 24    | 4     | 0      | 0,18            |
| Independiente Medellín · Colombia | 1.ª           | 2007          | 15    | 4     | 0      | –                   | –                   | –                   | –                          | –                          | –                          | 15    | 4     | 0      | 0,26            |
| Independiente Medellín · Colombia | 1.ª           | 2008          | 37    | 11    | 0      | 3                   | 0                   | 0                   | –                          | –                          | –                          | 40    | 11    | 0      | 0,28            |
| Independiente Medellín · Colombia | 1.ª           | 2009          | 27    | 22    | 6      | –                   | –                   | –                   | 7                          | 3                          | 1                          | 34    | 25    | 7      | 0,78            |
| Independiente Medellín · Colombia | Total club    | Total club    | 106   | 41    | 6      | 3                   | 0                   | 0                   | 9                          | 3                          | 1                          | 118   | 44    | 7      | 0,38            |
| Jaguares de Chiapas · México | 1.ª           | 2009-10       | 13    | 9     | 2      | –                   | –                   | –                   | –                          | –                          | –                          | 13    | 8     | 2      | 0,72            |
| Jaguares de Chiapas · México | 1.ª           | 2010-11       | 16    | 4     | 2      | –                   | –                   | –                   | 4                          | 3                          | 0                          | 20    | 7     | 2      | 0,35            |
| Jaguares de Chiapas · México | 1.ª           | 2011-12       | 35    | 20    | 6      | –                   | –                   | –                   | –                          | –                          | –                          | 35    | 20    | 6      | 0,57            |
| Jaguares de Chiapas · México | Total club    | Total club    | 64    | 33    | 10     | –                   | –                   | –                   | 4                          | 3                          | 0                          | 68    | 36    | 10     | 0,53            |
| Porto Portugal | 1.ª           | 2012-13       | 30    | 26    | 2      | 5                   | 2                   | 1                   | 8                          | 3                          | 0                          | 43    | 38    | 3      | 0,72            |
| Porto Portugal | 1.ª           | 2013-14       | 30    | 20    | 3      | 10                  | 6                   | 0                   | 11                         | 3                          | 0                          | 51    | 36    | 3      | 0,57            |
| Porto Portugal | 1.ª           | 2014-15       | 30    | 21    | 6      | 2                   | 3                   | 0                   | 10                         | 8                          | 1                          | 42    | 32    | 7      | 0,70            |
| Porto Portugal | Total club    | Total club    | 90    | 67    | 11     | 17                  | 11                  | 1                   | 29                         | 14                         | 1                          | 136   | 92    | 13     | 0,66            |
| Atlético de Madrid · España | 1.ª           | 2015-16       | 15    | 2     | 3      | 3                   | 0                   | 0                   | 4                          | 1                          | 0                          | 22    | 3     | 3      | 0,13            |
| Atlético de Madrid · España | Total club    | Total club    | 15    | 2     | 3      | 3                   | 0                   | 0                   | 4                          | 1                          | 0                          | 22    | 3     | 3      | 0,13            |
| Guangzhou Evergrande China | 1.ª           | 2016          | 10    | 4     | 1      | 2                   | 0                   | 0                   | 4                          | 0                          | 1                          | 16    | 4     | 2      | 0,25            |
| Guangzhou Evergrande China | 1.ª           | 2017          | 0     | 0     | 0      | 0                   | 0                   | 0                   | 0                          | 0                          | 0                          | 0     | 0     | 0      | 0,00            |
| Guangzhou Evergrande China | Total club    | Total club    | 10    | 4     | 1      | 2                   | 0                   | 0                   | 4                          | 0                          | 1                          | 16    | 4     | 2      | 0,25            |
| Portimonense Portugal | 1.ª           | 2018-19       | 27    | 9     | 3      | –                   | –                   | –                   | –                          | –                          | –                          | 27    | 10    | 3      | 0,33            |
| Portimonense Portugal | 1.ª           | 2019-20       | 24    | 1     | 0      | 1                   | 0                   | 0                   | –                          | –                          | –                          | 25    | 1     | 0      | 0,12            |
| Portimonense Portugal | Total club    | Total club    | 51    | 10    | 3      | 1                   | 1                   | 0                   | 0                          | 0                          | 0                          | 52    | 11    | 3      | 0,25            |
| Total carrera | Total carrera | Total carrera | 336   | 157   | 34     | 26                  | 12                  | 1                   | 50                         | 21                         | 3                          | 412   | 190   | 38     | 0,46            |
| (1) Incluye datos de Copa Colombia (2005-08); Copa de Portugal (2012-15) Copa de la Liga de Portugal; Copa del Rey (2015-16). (2) Incluye datos de Copa Libertadores (2009); Liga de Campeones (2012-16). |               |               |       |       |        |                     |                     |                     |                            |                            |                            |       |       |        |                 |

Fuente: Livefutbol.com

### Hat-tricks
| 1 | 28 de enero de 2009  | Estadio Atanasio Girardot, Medellín | Independiente Medellín - Peñarol |  | 4 - 0 | Copa Libertadores 2009 |
| 2 | 2 de febrero de 2013 | Dom Afonso Henriques, Guimarães     | Vitória Guimarães - Porto        |  | 0 - 4 | Primeira Liga 2012-13  |

## Palmarés

### Títulos nacionales
| Título                | Equipo                 | Sede     | Año  |
| --------------------- | ---------------------- | -------- | ---- |
| Torneo Finalización   | Independiente Medellín | Colombia | 2009 |
| Supercopa de Portugal | Porto                  | Portugal | 2012 |
| Primeira Liga         | Porto                  | Portugal | 2013 |
| Supercopa de Portugal | Porto                  | Portugal | 2013 |
| Supercopa de China    | Guangzhou Evergrande   | China    | 2016 |
| Superliga de China    | Guangzhou Evergrande   | China    | 2016 |
| Copa de China         | Guangzhou Evergrande   | China    | 2016 |
| Supercopa de China    | Guangzhou Evergrande   | China    | 2017 |

### Torneos internacionales
| Título               | Equipo                    | Sede     | Año  |
| -------------------- | ------------------------- | -------- | ---- |
| Juegos Centro/Caribe | Selección Colombia Sub-21 | Colombia | 2006 |

### Distinciones individuales
| Distinción                                         | Año  |
| -------------------------------------------------- | ---- |
| Máximo goleador del Torneo Finalización (18 goles) | 2009 |
| Mejor jugador de la Primeira Liga                  | 2013 |
| Máximo Goleador de la Primeira Liga                | 2013 |
| Atleta del año en Portugal 'El Dragón de Oro'      | 2013 |
| Máximo Goleador de la Primeira Liga                | 2014 |
| Atleta del año en Portugal 'El Dragón de Oro'      | 2014 |
| MVP contra Japón en Brasil 2014                    | 2014 |
| Máximo Goleador de la Primeira Liga                | 2015 |

## En la música
El 30 de mayo de 2018 lanzó su primer EP titulado "No Temeré".
El 17 de mayo de 2021 lanzó su primer álbum titulado "Las 2 puertas" y el 27 de abril de 2022 su segundo álbum "No Hay Duda".